# Daniel Dupuis
Pour les articles homonymes, voir Dupuis (homonymie).
Jean-Baptiste-Daniel Dupuis, dit Daniel Dupuis,, né le 17 février 1849 à Blois (Loir-et-Cher) et mort le 14 novembre 1899 à Paris 16e, est un peintre, sculpteur et médailleur français.

## Biographie
Jean-Baptiste-Daniel Dupuis est le fils du peintre Étienne-Denis Dupuis et le frère de Pierre Dupuis, également peintre.
Son père le fait entrer en 1865 à l’École des beaux-arts de Paris, où il est élève de Jules Cavelier. Il obtient le second prix de Rome en gravure de médaille et pierre fine en 1868. Au même moment, il est reçu au concours comme professeur de dessin pour les écoles de la ville de Paris.
En 1872, au lendemain de la guerre franco-prussienne, il est lauréat du premier grand prix de Rome en gravure de médaille et pierre fine. Il obtient le premier prix aux concours ouverts par la ville de Paris pour la médaille de la République française en 1879. Il reçoit également la médaille d’or à l’Exposition universelle de 1889, pour la médaille commémorative de l’exposition. Récompensé aux Salons annuels, aux expositions d’Amsterdam, d’Anvers et de Bruxelles, chevalier de la Légion d'honneur en 1881, officier en 1897, il est l’auteur de bon nombre des médailles officielles de l’époque.

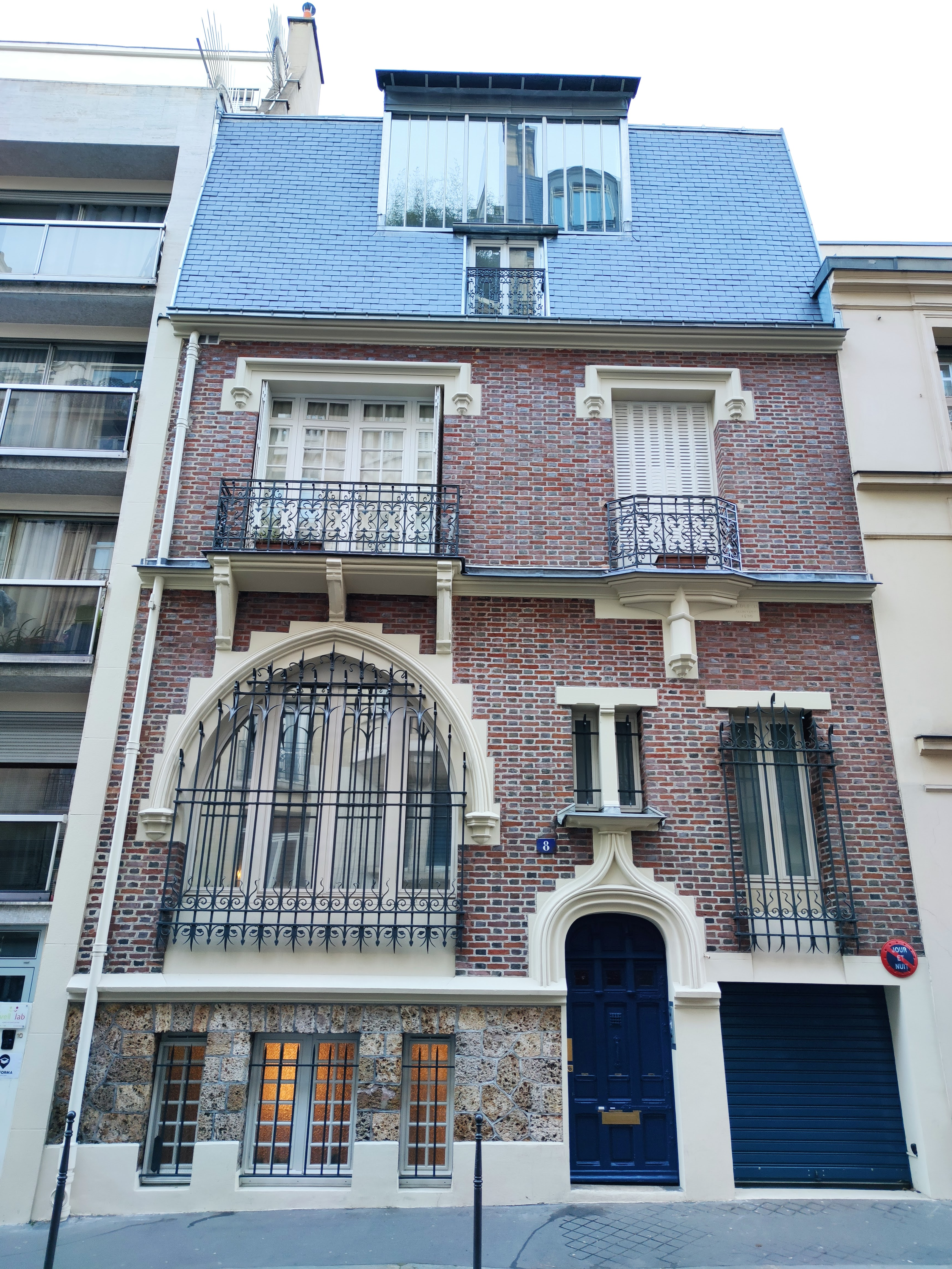
No 8, rue des Renaudes, Paris.

Il pratique également l’art des portraits en médaillons en bronze. Il sculpte des bas-reliefs pour l’hôtel de ville de Paris et exécute des dessins pour l'Institut monétaire : des billets de banque français, comme pour le fameux 500 francs bleu et rose, d'un billet de 100 francs (1892) non circulant qui resta en réserve dans les coffres des banques centrales, mais aussi étrangers, par exemple pour l'Indochine française. Il est également l'auteur pour la Monnaie de Paris des pièces de 1, 2, 5 et 10 centime en bronze (1897-1921).
En 1891, il se fait construire un hôtel particulier à décoration de style néogothique, avec fenêtre à ogive, au 8, rue des Renaudes à Paris. L'architecte en est Élisée Dupuis, son frère.
En mars 1899, il fait l’acquisition au 10, villa Spontini à Paris d’un hôtel particulier, doté d’un petit jardin, pour le prix de 150 000 francs. Il y réalise d’importants travaux, y aménageant notamment un vaste atelier. Quelques mois plus tard, il y meurt assassiné pendant son sommeil par son épouse neurasthénique, qui se suicide ensuite.
Il est inhumé au cimetière de Passy à Paris.
Claude Roger-Marx a écrit de lui : « La variété des groupements et des attitudes, l'aisance a bien remplir le champ, avertissent que l'on a affaire à  une imagination particulièrement entendue au décoratif[réf. nécessaire] ».

## Collections publiques
- Une grande partie de ses œuvres est conservée au musée des Beaux-Arts de Blois
- Musée d'art moderne de la ville de Paris
- Hôtel de la Monnaie, Paris
- Petit Palais, Paris
- Musée d'Orsay, Paris
- Salle du Jeu de paume à Versailles, Buste de Jérôme Pétion de Villeneuve
- Hôtel de ville de Vannes, La Maternité
- Château-Thierry, Statue de Samson
- Kunsthalle de Brême
- Ny Carlsberg Glyptotek de Copenhague
- Chicago[Où ?]
- Gand[Où ?]

## Œuvres
- L'électricité, Bibliothèque nationale de France, département des monnaies, médailles et antiques[10].
- A Henry Boucher, ministre du commerce, de l'industrie, des postes et des télégraphes, Bibliothèque nationale de France, département des monnaies, médailles et antiques[11].

## Galerie

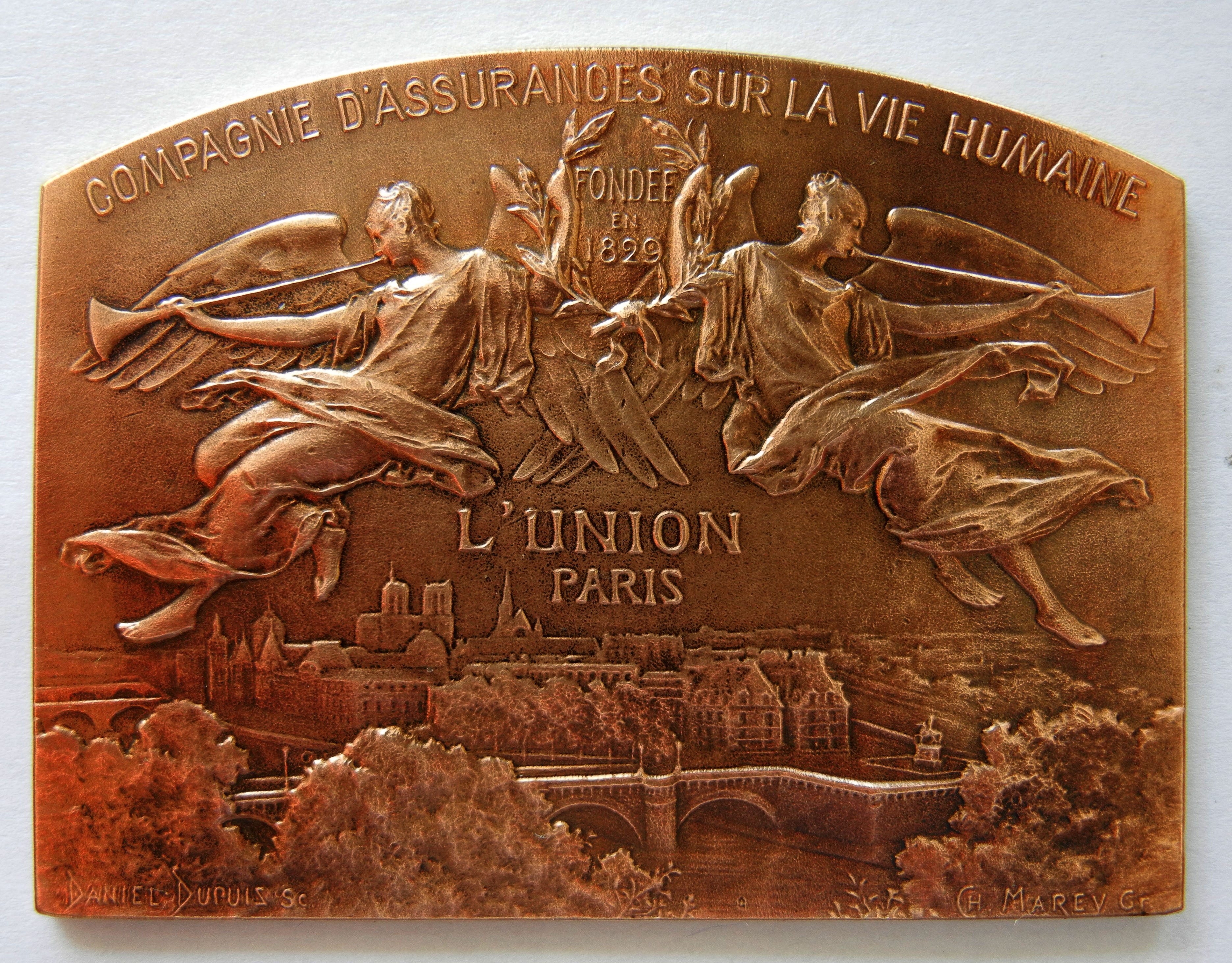
Médaille L'Union - Compagnie d'assurance sur la vie humaine (1963), sculpteur Daniel Dupuis, graveur Charles Gustave de Marey, avers.
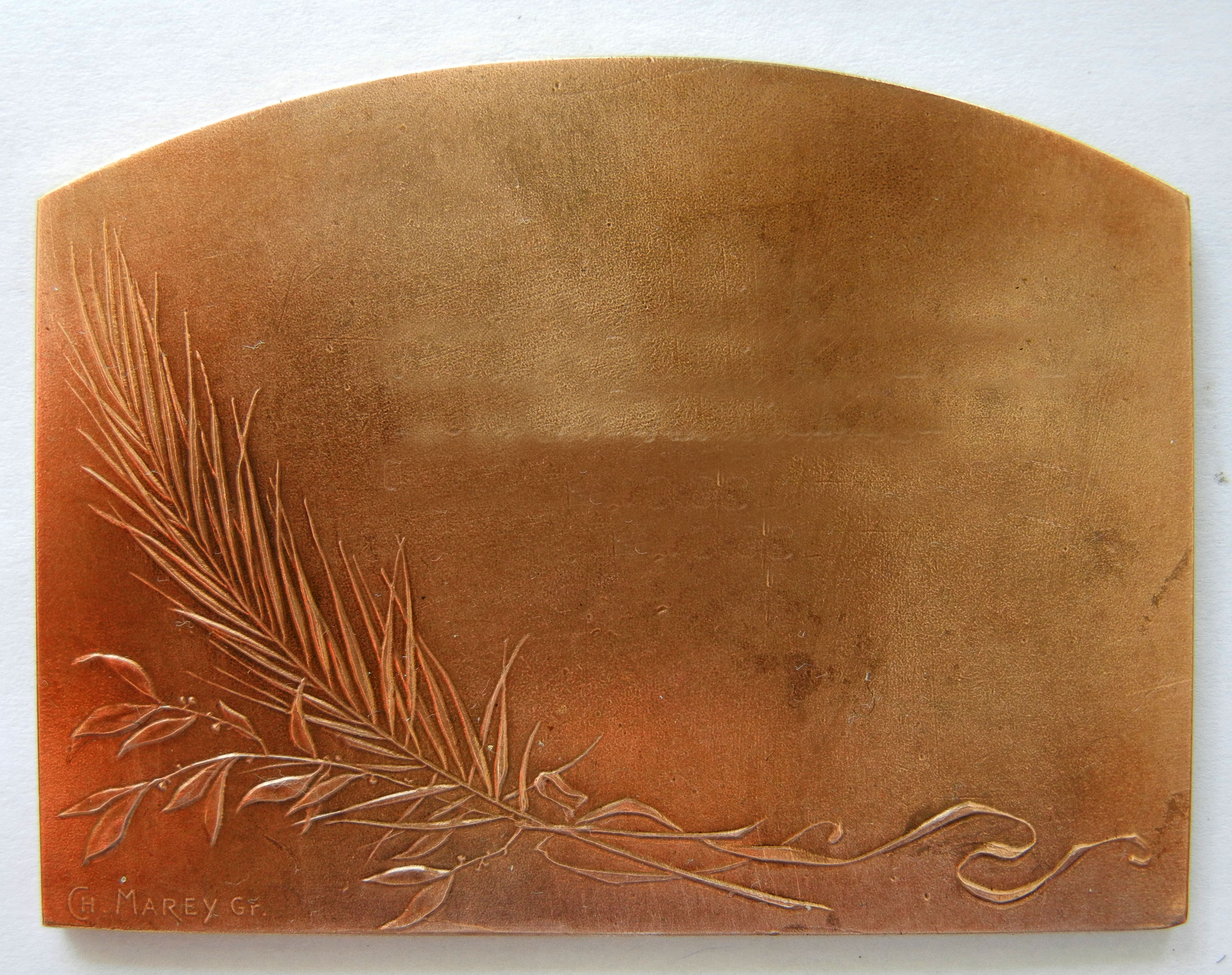
Médaille L'Union - Compagnie d'assurance sur la vie humaine (1963), revers.
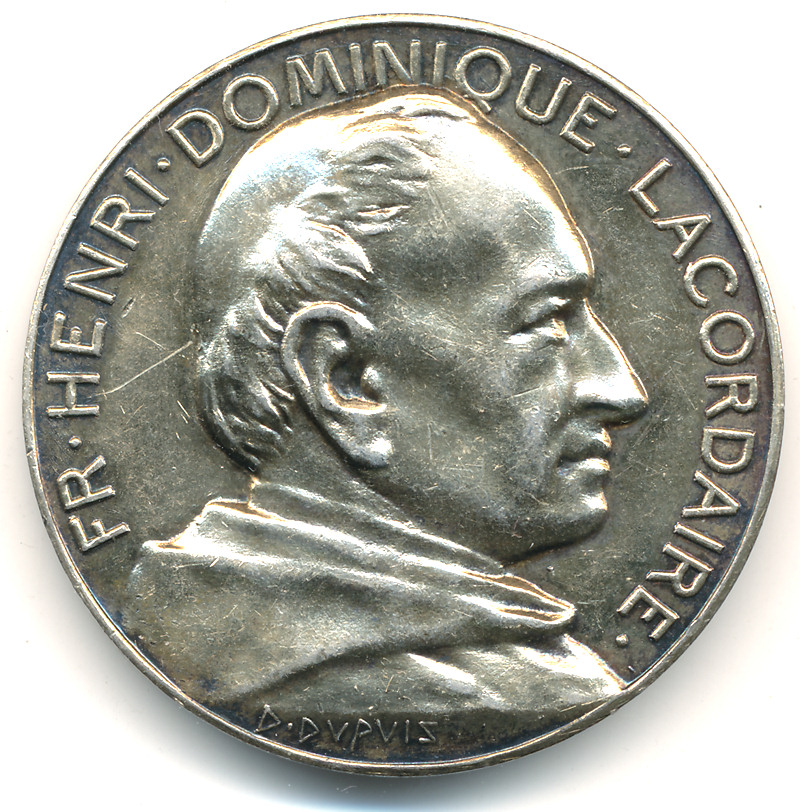
Henri Lacordaire pour l'école Albert-Le-Grand d'Arcueil, médaille en argent, 36 mm, avers.
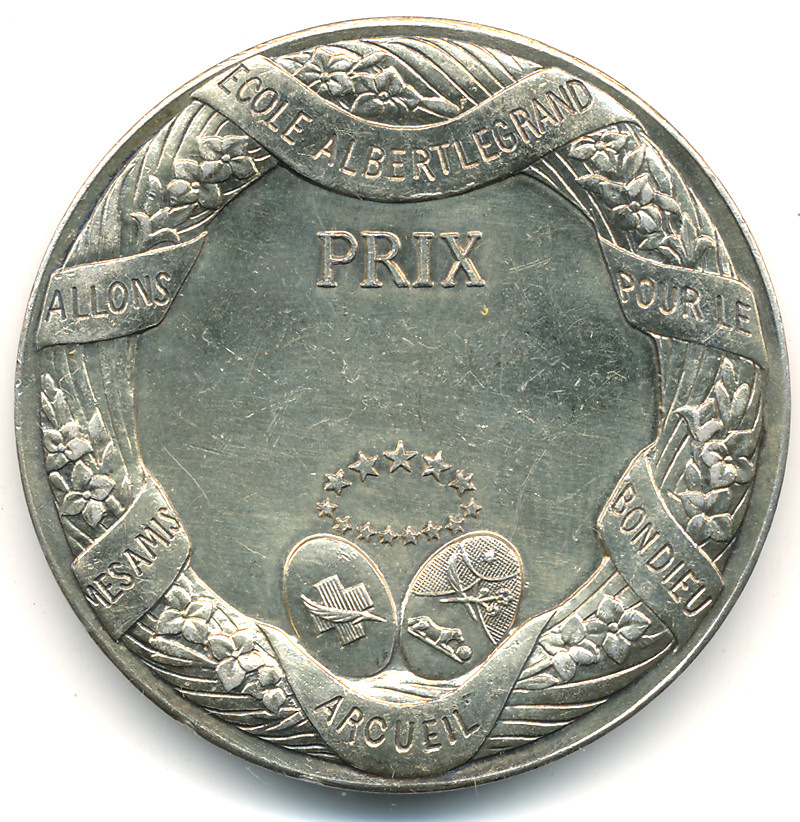
Henri Lacordaire pour l'école Albert Le Grand d'Arcueil, revers.
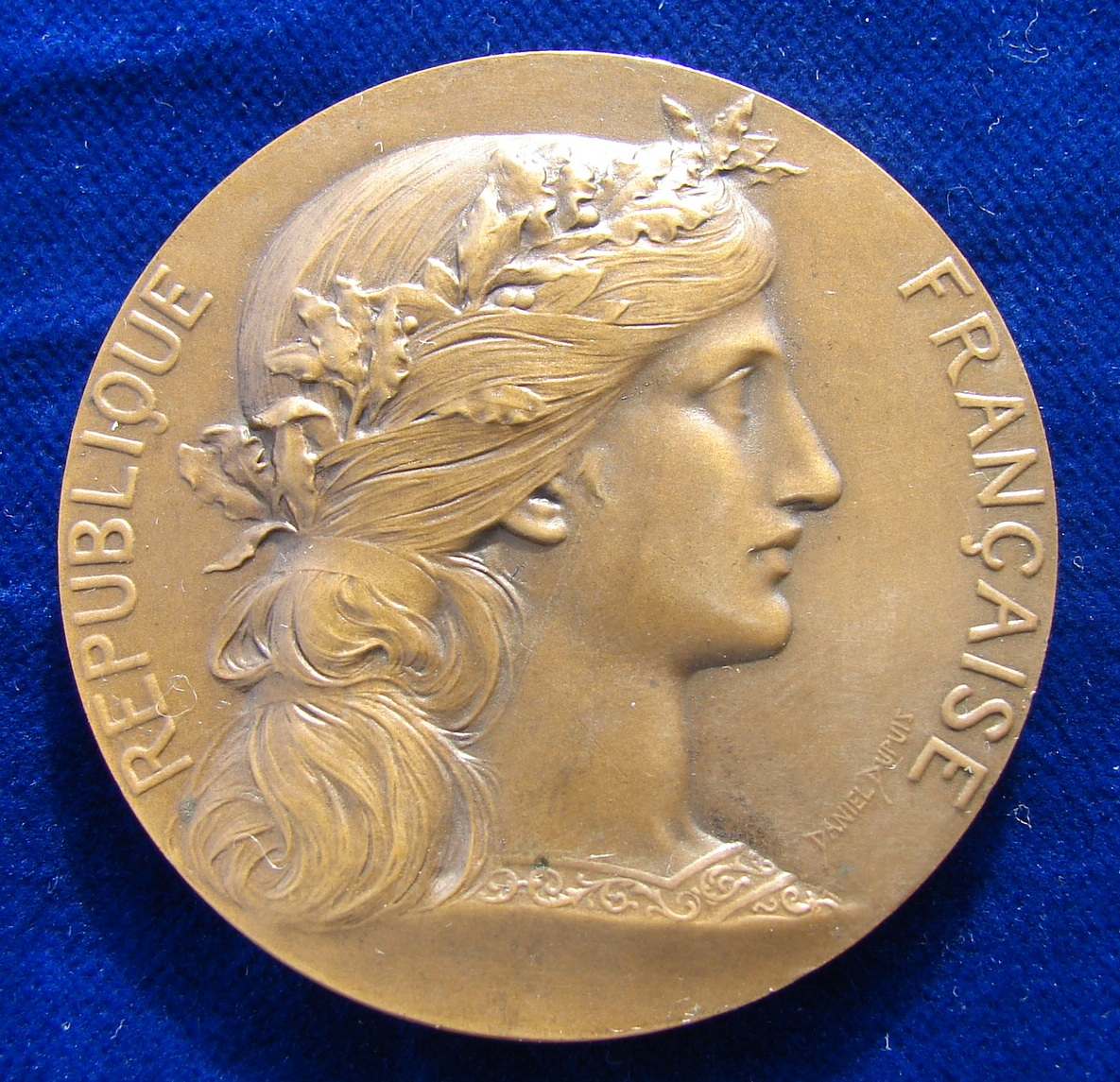
Art Nouveau médaille : Prix par le ministre de la Guerre, avers.
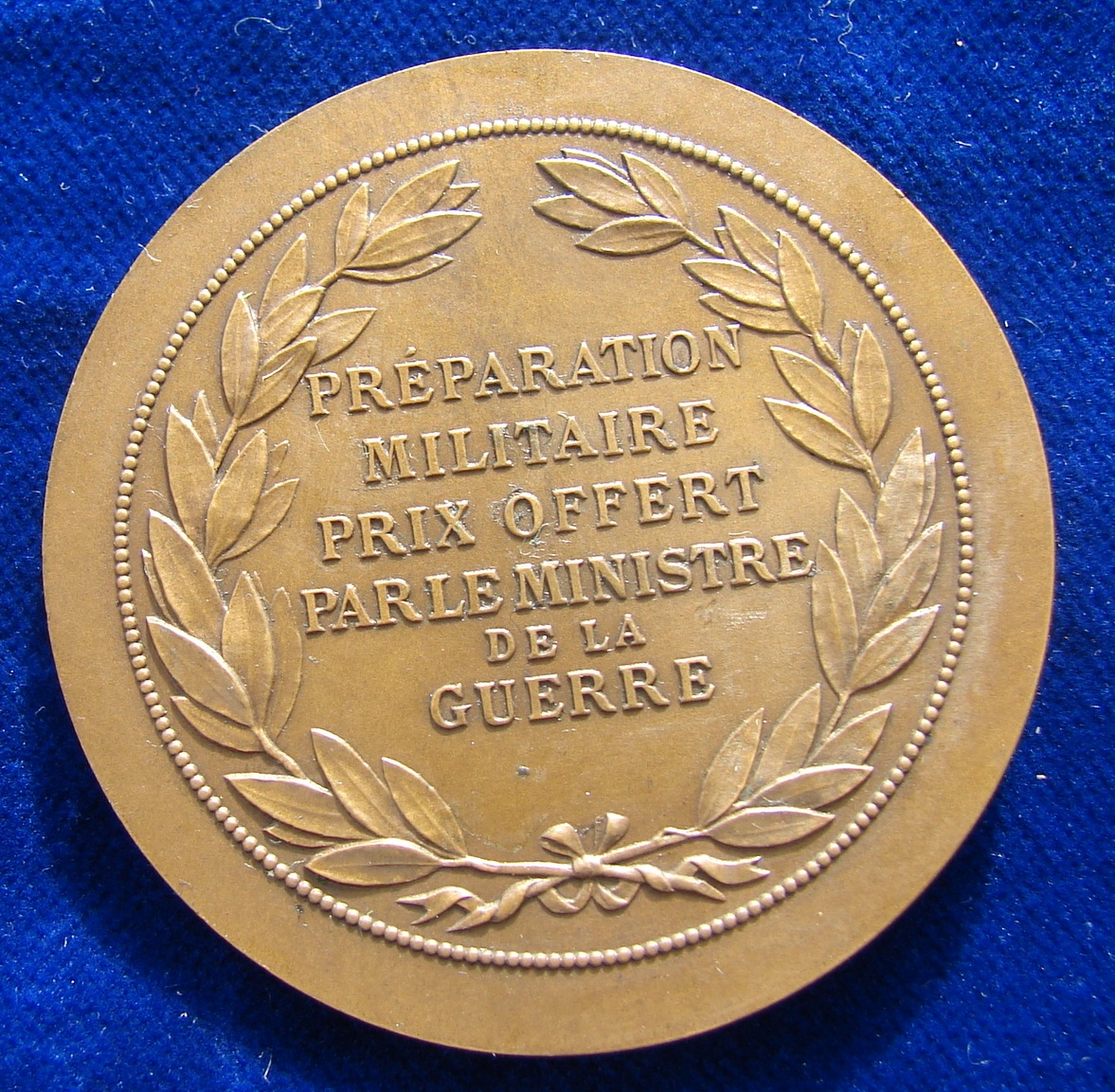
Art Nouveau médaille : Prix par le ministre de la Guerre, revers.